# Biblioteca de la Universidad de Upsala
La Biblioteca de la Universidad de Upsala (en sueco: Uppsala universitetsbibliotek) consta de once bibliotecas especializada, una de las cuales se encuentra en el antiguo edificio principal de la biblioteca, Carolina Rediviva. La biblioteca alberga libros y publicaciones periódicas, manuscritos, partituras musicales, fotografías y mapas.

## Historia

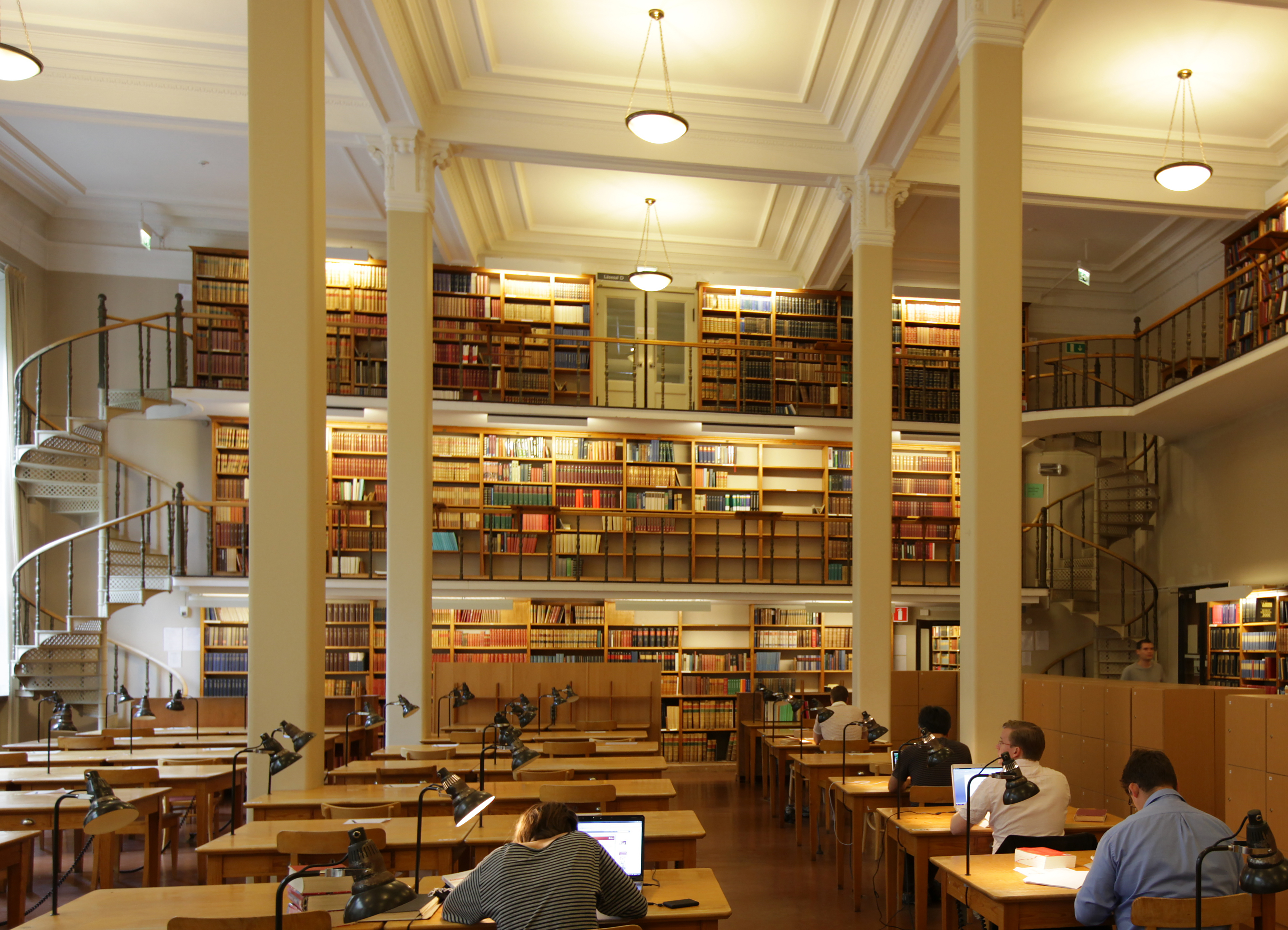
Una de las salas de lectura del Carolina Rediviva.

Se desconoce el sitio exacto de la biblioteca durante sus primeros años, pero la universidad desde su fundación en 1477 estuvo ubicada en lo que se conoció como la "Isla de los estudiantes" en el río Fyris, donde más tarde se construyó el molino de la academia, ahora museo provincial. En 1566, el rey Eric XIV donó la antigua sala capitular, al sur de la Catedral de Upsala, para que fuese destinada a conferencias. Después de la construcción del Gustavianum en la década de 1620, este edificio se denominó Collegium vetus o Gamla akademien ("la antigua academia"), hasta que en 1704 se le cambió el nombre por decisión del consistorio (junta universitaria) y se denominó Academia Carolina, en honor a los reyes Carlos IX, Carlos XI y Carlos XII . Cuando finalmente se construyó un nuevo edificio como biblioteca, recibió el nombre de Carolina Rediviva, "la Carolina revivida", en honor al antiguo edificio, pero que estaba ubicado en un lugar completamente diferente.
A partir de aproximadamente 1871, la biblioteca contenía aproximadamente 200 000 volúmenes y 8000 manuscritos, incluido el Codex Argenteus.
La biblioteca permaneció en Gustavianum, que afortunadamente escapó de las llamas en 1702, hasta que el Carolina Rediviva se completó en 1841. Desde entonces, el Carolina Rediviva ha conservado el estatus de biblioteca central de la universidad hasta que una reorganización en la década de 1990 eliminó el concepto de una organización bibliotecaria centralizada y dividió la biblioteca en varias bibliotecas sucursales de igual estatus, siendo el Carolina el hogar de una de las bibliotecas filiales dedicadas a las humanidades y las ciencias sociales. Sin embargo, las funciones centrales del sistema de bibliotecas permanecen en gran medida en el edificio, al igual que las "unidades de patrimonio cultural" (el Departamento de Manuscritos y Música y el Departamento de Mapas e Impresos).

Paralelamente al desarrollo de la biblioteca central, los "seminarios" (más tarde llamados "departamentos") de la universidad tenían sus propias bibliotecas. Actualmente, las colecciones de la biblioteca están dispersas en las bibliotecas especializadas. En 2004, la mayoría de las bibliotecas especializadas dentro de las Facultades de Artes, Idiomas y Teología se fusionaron para formar la nueva Biblioteca Karin Boye en el English Park Center for the Humanities, junto al antiguo cementerio.

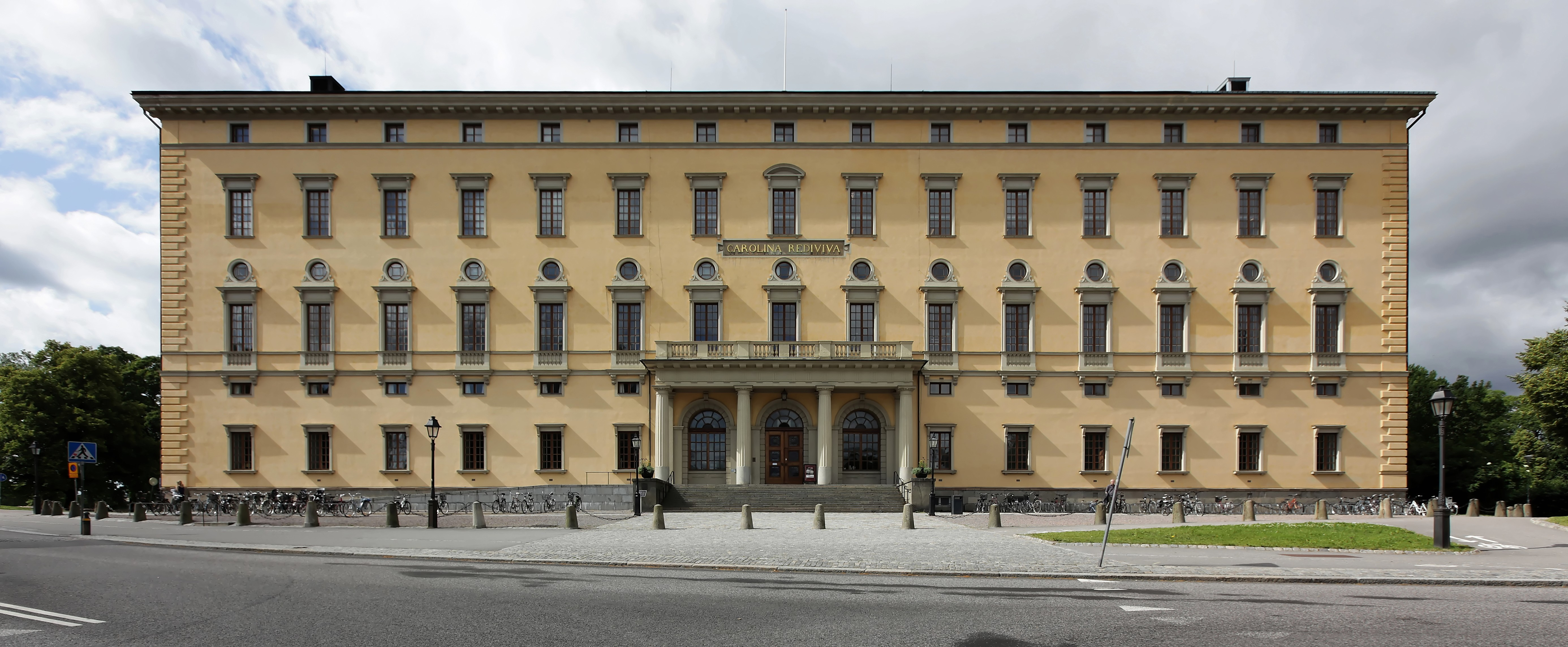
El Carolina Rediviva, uno de los edificios de la biblioteca, construido entre 1816 y 1841 según el diseño de Carl Fredrik Sundvall.

## Algunos manuscritos y colecciones importantes

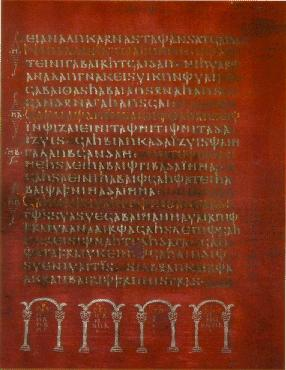
El Codex Argenteus.

La biblioteca universitaria de Upsala se creó principalmente a través de las grandes donaciones a principios del siglo XVII de bibliotecas confiscadas a los monasterios, especialmente en Vadstena y el Monasterio de Greyfriars, en Estocolmo (incluidos los libros donados por Kanutus Johannis), y la importante colección de Barón Hogenskild Bielke que había sido ejecutado en 1605 y cuya biblioteca fue confiscada por la corona y donada por Gustavo II Adolfo de Suecia en 1621.
En 1669, la Biblioteca de la Universidad recibió el Codex Upsaliensis, uno de los cuatro manuales principales de la Edda prosaica.
Las muchas guerras en las que participó Suecia en el siglo XVII trajeron muchos manuscritos y colecciones importantes a Suecia como botín de guerra, algunos de los cuales finalmente terminaron en Upsala (por ejemplo, en 1626 los suecos saquearon del polaco Kolegium Jezuitów en Braniewo unos 1300 libros y manuscritos). El ejemplo más famoso es el Codex Argenteus (la "Biblia de Plata"), la mayor parte de lo que queda de la traducción del Nuevo Testamento al gótico del obispo Ulfilas, que fue saqueado en Praga. Otro ejemplo es la Copernicana, la parte principal de la biblioteca del astrónomo Nicolás Copernico, saqueada por el ejército sueco en Cracovia. La llamada Biblia del Emperador se perdió cuando las tropas suecas ocuparon Goslar en Alemania y eventualmente también terminó en la Biblioteca de la Universidad de Upsala.
Las donaciones y compras posteriores incluyen muchos archivos y colecciones de varias familias e individuos suecos, como los documentos personales del rey Gustavo III, que se dejaron en la biblioteca, para ser abiertos solo 50 años después de la muerte del rey.
Las colecciones adquiridas más recientemente incluyen la Bibliotheca Walleriana y la colección de manuscritos Waller, recopilados por Erik Waller, y en parte donados, en parte comprados por la biblioteca. Es una de las bibliotecas más grandes de libros relacionados con la historia de la ciencia y la medicina, y una colección de manuscritos en su mayoría de cartas de científicos notables.
La colección Bodoni es la mayor colección de grabados de Giambattista Bodoni (1740-1813) fuera de su Parma natal. Fue donado por el industrial Erik Kempe en 1959 y posteriormente ampliado con fondos donados en la misma época.
Las colecciones de música incluyen la colección Düben que fue acumulada desde 1640 hasta 1718 por la familia Düben, una familia alemana de músicos que incluía a varios miembros que servían como Hofkapellmeister de la orquesta de la corte real. Contiene una gran selección de música del siglo XVII, en particular obras importantes de Dietrich Buxtehude que no se conservan en ningún otro lugar.
Otras colecciones de música son las de los señoríos de Leufsta y Gimo, la colección de Hugo Alfvén, la de Joseph Martin Kraus, y las diversas colecciones que han sido tomadas como botín de guerra, como el Cancionero de Upsala, una colección de música española del siglo XVI impresa en Venecia en 1556 y de la cual no se conserva ninguna otra copia.

## Organización actual
La biblioteca está dirigida por un director de biblioteca, el bibliotecario jefe (actualmente Lars Burman).

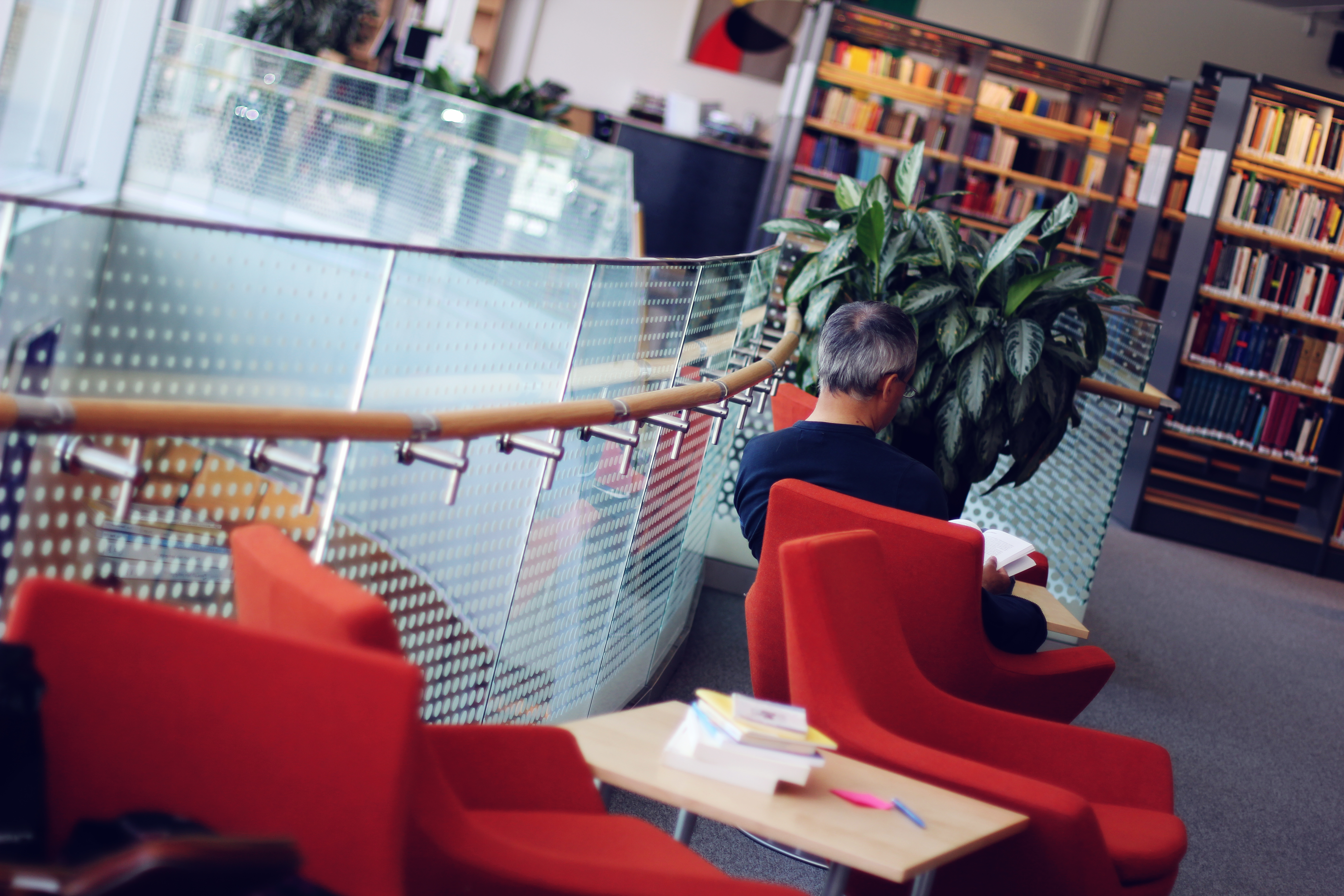
Biblioteca Blåsenhus, una de las once bibliotecas especializadas.

### Bibliotecas especializadas
- Biblioteca Carolina que se encuentra en el edificio principal que se llama Carolina Rediviva.
- Biblioteca Karin Boye (nombrado así por la escritora Karin Boye)
- Biblioteca Blasenhus
- Dag Hammarskjöld y Biblioteca de Derecho (nombrado así por el Secretario General de la ONU, Dag Hammarskjöld)
- Biblioteca de Ciencias Económicas
- Biblioteca Blasenhus
- Biblioteca médica
- Biblioteca biomédica
- Biblioteca Angström (en el Laboratorio Ångström y llamado así por Anders Jonas Ångström y su hijo Knut Ångström)
- Biblioteca de Ciencias de la Tierra
- Biblioteca de biología
- Almedalsbiblioteket (Isla de Gotland)

### Grupo de Patrimonio Cultural
- Manuscritos y Música
- Mapas y Grabados
- Primeras impresiones
- Preservación